# Orleans hotel-casino
L’Orleans est un hôtel de 1885 chambres et doublé d’un casino de 12500 m², au thème de Mardi-gras, situé à Las Vegas, aux États-Unis. Ouvert en 1998, il est la propriété de la société Coast Resort au sein de la Boyd Gaming Corporation.
Il fut un haut lieu du poker à Las Vegas avant l’explosion de ce jeu au début des années 2000.
Ouverte en 2003, et située dans le complexe hôtelier, l’Orleans Arena est une salle polyvalente de 9 500 places, transformable en patinoire. Les Las Vegas Wranglers en sont l’équipe résidente ainsi que les Las Vegas Gladiators (depuis 2007).